# Тънкотел кафяв скорпион
Тънкотелите кафяви скорпиони (Centruroides gracilis) са вид паякообразни от семейство Дебелоопашати скорпиони (Buthidae).
Таксонът е описан за пръв път от Пиер-Андре Латрей през 1804 година.

## Подвидове
- Centruroides gracilis ruber